# مغامرة لبدة الأسد
مغامرة لُبْدة الأسد (بالإنجليزية: The Adventure of the Lion's Mane)‏ واحدة من 56 قصة قصيرة لشيرلوك هولمز من تأليف السير آرثر كونان دويل. واحدة من 12 في سلسلة كتاب قضايا شرلوك هولمز. نشرت القصة في 1926.

## الترجمة العربية
مغامرة لُبْدة الأسد، مؤسسة هنداوي، ترجمة إسلام سميح الردان ومراجعة محمد فتحي خضر.